# 似島学園
似島学園（にのしまがくえん）は、広島県広島市南区似島にある社会福祉法人。
養護施設と知的障害者施設が併設され、学園内に広島市立似島学園小学校・中学校と似島学園高等養護部が設置されている。

## 概要
1945年8月6日、広島市への原子爆弾投下によって家族を失い、街にたむろする戦災孤児、戦災浮浪児を教育者・森芳麿が引き取り、翌1946年9月3日、広島湾似島に保護収容施設を開設したのを始まりとする。開設にあたり広島県や広島市に強く訴えかけ、島の北東部、山林を含む旧陸軍施設跡地を借り受け、職員と児童の手によって切り拓かれて作られた。1895年6月1日に開設された似島第一検疫所の跡地にあたる。
創立時の正式名称は、広島県戦災児教育所似島学園と呼んだ。同敷地内に広島市立似島国民学校分教場を併設し、学園生活（福祉）と学校生活（教育）との一体化を目指した。 
戦後の窮迫した社会状況の中、養豚、養鶏、カキの養殖などをして生活。1948年、児童福祉法に基づく児童養護施設として認可され、1952年、社会福祉法人似島学園と改称。1966年には知的障害者施設高等養護部を併設。敷地内の似島国民学校も1950年、広島市立似島学園小･中学校として独立し現在に至っている。開園以来の保護児童数はのべ3000人を越え、現在も120人余りの児童、青少年が在園している。 
長年に渡る児童福祉の貢献に対して2002年、第11回ペスタロッチー教育賞が、2007年には、戦後設立された施設として初めて石井十次賞が贈られた。
学園創設者・森芳麿は、日本サッカー協会特別顧問・森健兒、元サッカー日本代表監督・森孝慈の実父。戦時中、日本体育協会の職員として広島市内に勤務していたが、原爆投下の直前、東京に転勤。原爆に遭わなかったことで「生かされた命を、身寄りのない原爆孤児に捧げる」と決意し同学園を設立した。しかし1956年、公金流用の嫌疑で勾留されたことを恥じ、釈放後「公職の立場にあって子供たちに済まない」と自ら命を絶った。